# Lagotis integrifolia
Lagotis integrifolia är en grobladsväxtart som först beskrevs av Carl Ludwig von Willdenow, och fick sitt nu gällande namn av Boris Konstantinovich Schischkin och Vikulova. Lagotis integrifolia ingår i släktet Lagotis och familjen grobladsväxter. Inga underarter finns listade i Catalogue of Life.